# Myasishchev M-55
Il Myasishchev M-17 Stratosfera, nome in codice NATO Mystic-A, è stato un aereo da ricognizione ad alta quota sviluppato e costruito in Unione Sovietica. Con caratteristiche paragonabili a quelle del Lockheed U-2, è rimasto allo stato di prototipo. Stesso discorso per la versione aggiornata M-55.

## Sviluppo e tecnica
Il progetto dell'M-17 nasce nella metà degli anni cinquanta, quando i vertici dell'Aeronautica sovietica richiesero un intercettore ad altissima quota. Lo scopo era quello di abbattere i palloni da ricognizione senza equipaggio che venivano utilizzati in quel periodo dagli Stati Uniti per operazioni di spionaggio sul territorio sovietico. L'armamento previsto doveva essere sistemato in una torretta dorsale.
L'interruzione del programma dei palloni fece cadere il requisito di un intercettore. Tuttavia, lo sviluppo non si interruppe, ed il programma venne portato avanti come ricognitore ad altissima quota. Lo sviluppo fu comunque molto lento, ed il primo volo del prototipo si ebbe solo il 26 maggio 1982.
Il prototipo, conosciuto in Occidente come Ram-M, era equipaggiato con un turbogetto RKBM Rybinsk RD-36-51V, da 68,6 kN di spinta. L'equipaggiamento di missione tipico comprendeva una grande varietà di telecamere e sensori vari, per un peso complessivo di circa 1500 kg.
L'autonomia stimata era di circa sei ore a 20000 m.
Complessivamente, ne vennero costruiti solo due esemplari, che servirono come base per lo sviluppo di una versione più perfezionata, conosciuta come M-17RM o Myasishchev M-55 Geofizika.

## Il Myasishchev M-55 Geofizika
Il Myasishchev M-55 Geofizika (conosciuto in Occidente come Mystic-B) volò per la prima volta il 16 agosto 1988. Si trattava di un aereo piuttosto diverso dalla versione precedente. Infatti, era equipaggiato con due reattori Aviadvigatel PS-30-V12 da 49 kN l'uno, derivati da quelli montati sul Mig-31 ed aveva delle prestazioni decisamente superiori: la quota di tangenza massima era di 22000 m, e l'autonomia era salita a sei ore e trenta minuti. Sotto cabina di pilotaggio c'è un'enorme baia (lunga 5,5 metri), che ospita attrezzature speciali. La presenza di questa zona permette il posizionamento delle apparecchiature, a seconda dello scopo missione.
Questo aereo dovette risolvere molti problemi biomedici. Ad esempio, dietro la cabina di guida, sotto le mani del pilota e da una parte, vi è un riscaldatore con lo stesso tipo di tubi utilizzati per il cibo da astronauti, dall'altro lato, un thermos con tè o caffè.
Il record del più alto volo con un carico commerciale appartiene ad un M-55, 21360 metri il 21/09/93.
Complessivamente, ne vennero costruiti solo quattro esemplari: due prototipi e due esemplari di pre-serie (non si conoscono eventuali differenze tra le due sottoversioni). L'aereo non entrò mai in servizio operativo, perché il crollo dell'URSS provocò un grosso ridimensionamento delle forze armate russe, ed il programma venne prima sospeso, e poi definitivamente cancellato nel 1994.
Dei quattro esemplari costruiti, ben tre vennero persi in incidenti. L'unico superstite, matricola militare "RA 55204", venne convertito, tramite un accordo tra la comunità scientifica europea e Myasishchev, in aereo per il monitoraggio della chimica dell'ozono stratosferico, dell'interazione stratosfera-troposfera e sue ripercussioni sul clima con matricola 55204. L'M-55 è divenuto la piattaforma stratosferica della comunità scientifica europea, che ha potuto disporre per la prima volta di un mezzo equivalente al Lockheed ER-2 della NASA, a partire dalla metà degli anni novanta. Per la gestione scientifica dell'M-55 fu creato il Geophysica-EEIG, gruppo Europeo di Interesse Economico, con sede in Italia, a Firenze (2002-2007). Per conto della comunità scientifica Europea ha compiuto missioni scientifiche in Artide, Antartide, Europa, Sud America, Australia e Africa a partire dal novembre 1997. La base operativa in Russia era a Zhukowsky. Attualmente risulta basato presso il Centro Sperimentale dell'Aviazione Russa di Akhtubinsk. Tutti i piani relativi ad un suo utilizzo militare risultano interrotti o cancellati, anche perché la sua efficacia militare oggi sarebbe piuttosto dubbia. Infatti, nonostante l'elevata quota di tangenza, l'aereo, oltre a non avere caratteristiche stealth, risulta privo di sistemi antimissile ed avionica moderna: sarebbe quindi piuttosto vulnerabile ai moderni caccia.
Comunque, pare che l'aviazione russa abbia emesso un ordine di completamento per due M-55 rimasti incompleti alla sospensione del programma. Non risultano però altri esemplari costruiti.
Ad aprile 2016 un esemplare (che dovrebbe essere l'unico esistente) è stato nuovamente avvistato nei cieli della Scandinavia, quando lo si riteneva inutilizzato da anni. Secondo i radar finlandesi che lo hanno individuato, l'aereo volava ad una quota di 19.000 metri e procedeva ad una velocità di 350–380 km/h.

## Altre versioni
L'ufficio tecnico Myasishchev ha in progetto alcune versioni aggiornate.
- M-55-1: versione perfezionata dell'M-55, che non dovrebbe avere grosse differenze rispetto all'originale. Tale versione sarebbe anche nota come M-60. Non si conosce lo stato del progetto.
- M-55RTR: versione con capacità ELINT. La Russia ha proposto all'India di cooperare ad un programma di sviluppo congiunto, dal costo previsto di 150 milioni di dollari (interamente a carico dell'India). Non risulta che la proposta abbia avuto seguito.

L'aereo sarebbe stato inoltre proposto ad Israele, anche se senza successo.

## Cultura di massa
- In ambito videoludico, il Myasishchev M-17 compare tra i velivoli del videogioco Deadly Skies III[3].